# Edmund Perry Sheldon
Edmund Perry Sheldon (1869- 1913) fue un botánico estadounidense, experto en el género Astragalus y autor de libros de forestales del noroeste del Pacífico.
Desarrolló estudios en Minnesota, para más tarde en Oregón. Sus colecciones se guardan en el "Herbario del Estado de Oregón"
Su real fecha de deceso se desconoce (¿1913 a 1917?); pues desapareció en los desiertos de Nevada. Obtuvo su Ph.D. de la Universidad de Minnesota, y por muchos años fue docente.

## Algunas publicaciones
- 1909. Forest Wealth Of Oregon

- La abreviatura «E.Sheldon» se emplea para indicar a Edmund Perry Sheldon como autoridad en la descripción y clasificación científica de los vegetales.[3]

## Honores
Especies
- (Amaranthaceae) Gossypianthus sheldonii (Uline & W.L.Bray) Small[4]

- (Boraginaceae) Cryptantha sheldonii Payson[5]

- (Cyperaceae) Carex sheldonii Mack.[6]

- (Papaveraceae) Meconopsis × sheldonii G.Taylor[7]

- (Selaginellaceae) Selaginella sheldonii Maxon[8]